# Брылинский сельсовет
Брылинский сельсовет — упразднённые административно-территориальная единица и муниципальное образование со статусом сельского поселения в Каргапольском районе Курганской области Российской Федерации.
Административный центр — село Брылино.

## История
В соответствии с Законом Курганской области от 6 июля 2004 года № 419 сельсовет наделён статусом сельского поселения.
Законом Курганской области от 27 июня 2018 года N 64, в состав Чашинского сельсовета были включены все населённые пункты четырёх упразднённых Брылинского, Житниковского, Новоиковского и Северного сельсоветов.

## Население
| 1989 | 2002  | 2010 | 2012 | 2013 | 2014 | 2015 |
| ---- | ----- | ---- | ---- | ---- | ---- | ---- |
| 1609 | ↘1094 | ↘948 | ↘938 | ↘917 | ↗939 | ↘925 |
| 2016 | 2017  | 2018 |      |      |      |      |
| ↘904 | ↗922  | ↘897 |      |      |      |      |

## Состав сельского поселения
| № | Населённый пункт | Тип населённого пункта       | Население |
| - | ---------------- | ---------------------------- | --------- |
| 1 | Брылино          | село, административный центр | ↘568      |
| 2 | Мамонова         | деревня                      | ↘43       |
| 3 | Савина           | деревня                      | ↘337      |